# Mauro Macchi
Mauro Macchi (Milano, 2 luglio 1818 – Roma, 24 dicembre 1880) è stato un giornalista, patriota e politico italiano.

## Biografia
Studiò all'Università di Pavia, dove ebbe come maestro Carlo Cattaneo, laureato in lettere e in giurisprudenza, repubblicano, è stato tra i redattori del «Politecnico» e ha diretto numerosi periodici. Prima di ricevere la nomina a senatore, ha seduto alla Camera dei deputati (Regno di Sardegna), nonché alla Camera dei deputati del Regno d'Italia consecutivamente dall'VIII alla XIII Legislatura. Fu senatore del regno d'Italia nella XIII legislatura.

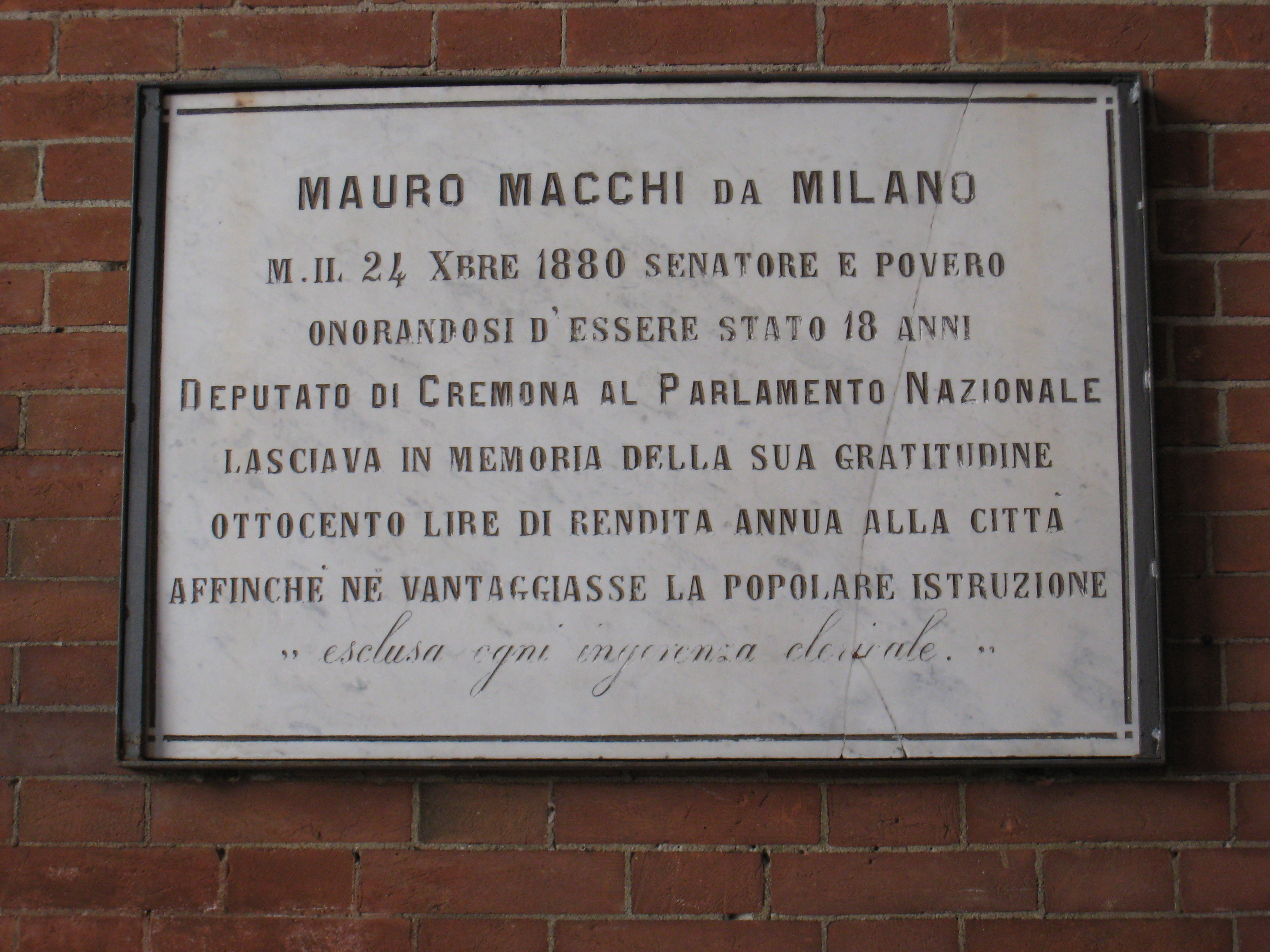
Lapide dedicata a Mauro Macchi nella Loggia dei Militi di Cremona per ricordare un suo lascito testamentario a favore del comune. Il lascito fu destinato all'istruzione con la clausola di impedire «ogni ingerenza clericale»

Nel 1839 fu arrestato per cospirazione contro il governo austriaco della Lombardia, rilasciato per mancanza di prove si rifugiò a Torino, dove collaborò alla redazione del "Messaggero Torinese" di Angelo Brofferio. Tornò a Milano dopo le Cinque giornate ma nel 1848, dopo la Battaglia di Custoza, dovette ancora esiliarsi in Piemonte, da dove fu espulso perché sul suo giornale "Il Proletario" propagandava il repubblicanesimo. Si rifugiò nel Canton Ticino, dove collaborò con Carlo Cattaneo alla redazione dell'"Archivio Triennale delle cose d'Italia". A causa delle pressioni austriache nel 1853 fu espulso e andò di nascosto a Genova, da dove nel 1859 tornò a Milano e, chiamato da Luigi Carlo Farini, dittatore dell'Emilia, fu segretario del Ministero della guerra a Modena, per poi collaborare l'anno seguente con Agostino Bertani e Francesco Crispi alla spedizione di Sicilia. Dopo il 1862 fu iniziato in Massoneria nella Loggia "Dante Alighieri" di Torino, nel 1864 fu segretario della Costituente massonica a Firenze, eletto membro del Grande Oriente d'Italia e nominato Gran Cancelliere e Guardasigilli, partecipò poi alle costituenti massoniche del 1865 a Genova e del 1867 a Napoli, del 1869 e 1871 a Firenze e del 1872 a Roma, dove rappresentò la Loggia "Stella Jonia" di Smirne. Nel 1869 fu fatto membro onorario della Loggia "Sabazia" di Savona e nel 1873 fu tra i fondatori della Loggia "Universo" di Roma. Su impulso di Giuseppe Garibaldi, nel 1867 istituì la "Società di Liberi Pensatori" di Cremona dove si unì ad Arcangelo Ghisleri e ad Antonio Franchi.